# KRS-One
KRS-One, de son vrai nom Lawrence Krisna Parker (né le 20 août 1965 dans le Bronx, New York), est un rappeur américain. Il est souvent désigné comme un acteur majeur du rap conscient, le rap dit « politique ». À l'instar de Grandmaster Flash and The Furious Five, KRS-One est considéré comme un pionnier du rap américain.
KRS-One est connu pour ses textes engagés socialement et politiquement qui prônent la connaissance de soi et l'éducation (comme sur You Must Learn) donne de nombreuses conférences dans les universités (Harvard, Yale, Stanford), il agit également beaucoup dans le secteur social en créant Human Education Against Lies, distribuant des livres et disques aux plus démunis. Rappeur conscient, poète, producteur, bienfaiteur, religieux (pasteur de l'église de Riverside - Harlem et fondateur du Temple of Hip Hop), il a également été, à la suite de son départ de Jive (après I Got Next), directeur artistique pour Warner.

## Biographie

### Jeunesse et débuts
Parker est né le 20 août 1965 dans le quartier du Bronx, à New York. C'est durant son adolescence, passée dans les rues en tant que sans domicile fixe et à la bibliothèque du quartier à apprendre la philosophie et l'histoire, qu'il adopte initialement son pseudonyme de Kris Parker en maniant l'art du graffiti dans le quartier, signant ses œuvres d'un « KRIS-One » qui devient par la suite K.R.S.-O.N.E., un acronyme pour Knowledge Reigns Supreme Over Nearly Everybody,. Les résidents de son quartier le surnommaient « Krishna » en raison de son intérêt pour l'association internationale pour la conscience de Krishna. C'est après une rencontre avec Ced Gee, leader des Ultramagnetic MCs, que Parker décide de rapper et enregistre avec lui, grâce à son échantillonneur-boîte à rythmes, un morceau intitulé Advance. À cette même époque, dans un refuge, il rencontre un éducateur, Scott La Rock, qui lui fait connaître le milieu new-yorkais aux travers de soirées avec le crew d'antan de Scott, les Celebrity 3, que Kris finit par intégrer et renommer Boogie Down Crew.
Parker intègre le groupe Boogie Down Productions (BDP), initialement sous le nom de Boogie Down Crew, avec DJ Scott la Rock, son mentor, en 1986. Ils publient leur premier album, Criminal Minded le 3 mars 1987 au label B-Boys Records. L'album, aux influences dancehall dans le flow, contient des samples de James Brown et des textes équivoques sur le thème du meurtre (9mm Goes Bang)[réf. nécessaire]. Criminal Minded intronise Parker, futur KRS-One, comme l'un des meilleurs nouveaux rappeurs de cette époque, aux côtés de Big Daddy Kane, Kool G Rap et Rakim. L'album est bien accueilli par la presse spécialisée, et classé 73e des Billboard RnB Albums.
Ces années Boogie Down sont aussi des années de notoriété grandissante pour Parker, qui se retrouve souvent opposé aux Juice Crew de Queensbridge lors des battles (notamment le Battle for Rap Supremacy), et en particulier à MC Shan, lors d'un mémorable et assassin The Bridge is Over de KRS-One, venu dans le bastion du Juice Crew, afin de prouver à Mc Shan, et surtout au crew, toute l'étendue de sa maîtrise verbale, déclenchant une polémique sur le quartier d'origine du hip-hop (South Bronx pour KRS et le Queensbridge pour le Juice Crew). Cette rivalité entre les deux groupes est appelée la Bridge War (en) ; littéralement « la guerre du pont », nom donné à la rivalité à la fin des années 1980 et au début des années 1990 entre les rappeurs du Bronx (KRS-One et son Boogie Down Productions) et du Queens, plus particulièrement de Queensbridge (Marley Marl, MC Shan). Cette dispute (l'un et l'autre revendiquant être le berceau du hip-hop) se matérialise sous la forme de plusieurs chansons (une série de diss), un groupe s'en prenant à l'autre verbalement.
Scott La Rock assassiné par balle lors d'une bagarre dans le Bronx, KRS-One décide de se ressaisir et de continuer avec le groupe à la mémoire de son ami. Il recrute son petit frère Kenny Parker comme disc jockey du groupe, ainsi que D-Nice et Ms. Melodie (née Ramona Scott, son épouse de l'époque entre 1987 et 1992). À la montée de sa popularité, vers 1987 et 1990, KRS-One se fait connaître par son rap engagé et politique, qui est à l'origine de son surnom, The Teacher. Il devient un rappeur moins tourné vers la provocation et plus réfléchi, et fédère des rappeurs autour des compilations HEAL et Stop the Violence Movement. Au label Jive Records sortent alors avec le Boogie Down les albums By All Means Necessary en 1988, avec des références à Malcolm X telle que la couverture où Kris apparaît avec un Uzi à la main et guettant à la fenêtre, Ghetto Music: The Blueprint of Hip Hop en juin 1989, puis Edutainment en 1990, Live Hardcore Worldwide le 12 mars 1991, et enfin Sex and Violence le 25 février 1992, dernier album en date du BDP.

### Carrière solo

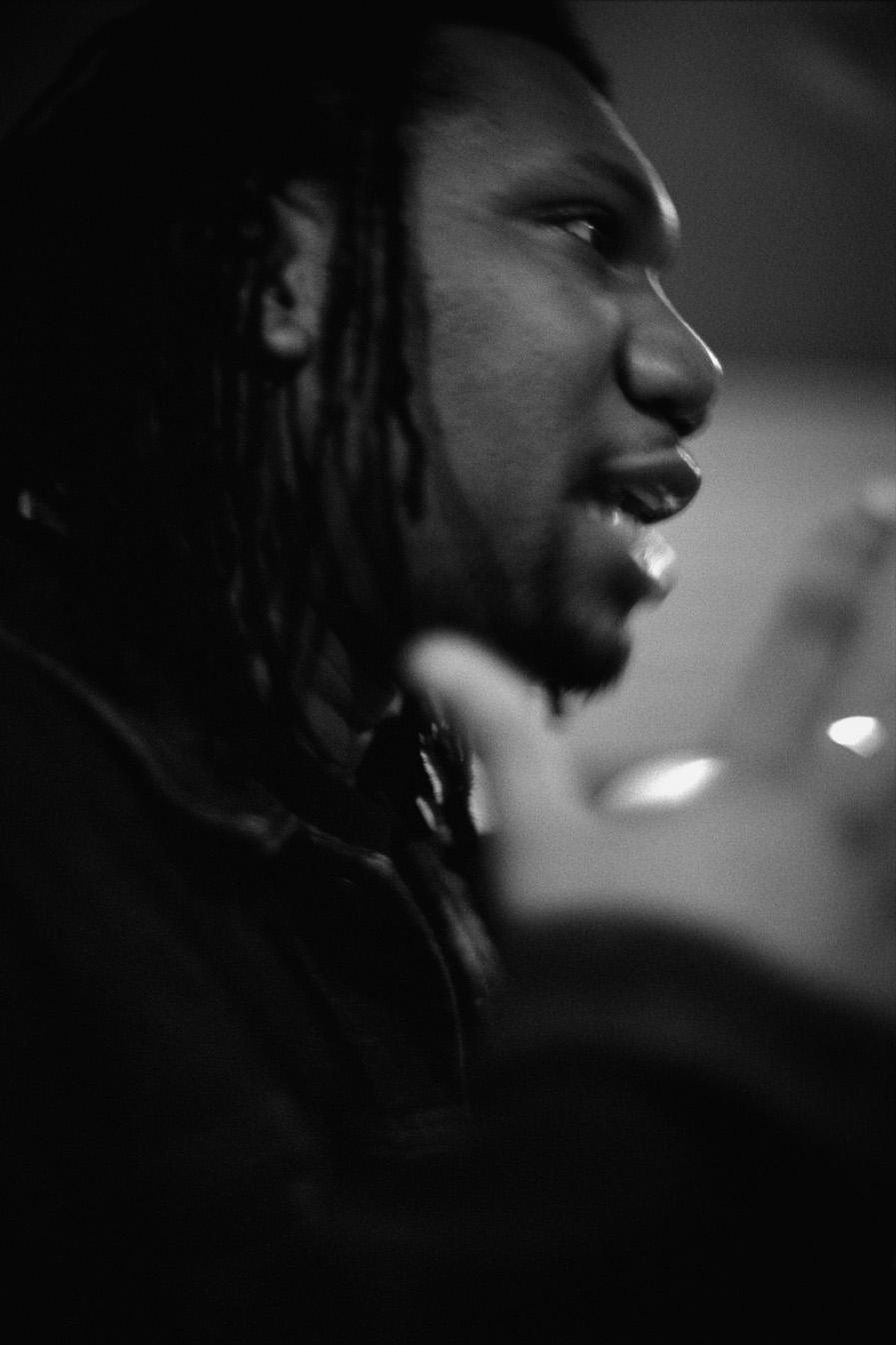
KRS-One en 2001.

Pour son premier album solo, intitulé Return of the Boom Bap, KRS-One s'entoure de producteurs talentueux dont le plus illustre est DJ Premier (la moitié de Gang Starr) et d'autres comme Showbiz et Kid Capri. KRS-One continue de provoquer avec le très efficace et néanmoins très critique Sound of da Police, l'une des chansons de ce premier album acclamé par toute la scène new-yorkaise. L'album est publié le 28 septembre 1993, et classé 37e du Billboard 200. Dans le deuxième album éponyme KRS-One, publié le 7 novembre 1995, il s'adjoint les services de Channel Live, Das EFX, Busta Rhymes, Mad Lion ou encore Fat Joe. L'album se classe 19e du Billboard 200. En 1997 sort I Got Next où figurent outre Step Into a World, des collaborations avec Redman et en bonus track un remix du Step Into a World par Puff Daddy. Il figure également dans la bande originale du film Ma 6-T va crack-er, avec la plage inédite The French Connection.
En 2001, KRS sort The Sneak Attack qui fait suite à A Retrospective sorti en 2000 (compilation regroupant ses meilleures titres avec BDP et en solo), d'ailleurs ce nouvel opus apparaît comme plus virulent que I Got Next, The Teacha, comme il aime à se faire appeler, sort ici en indépendant, sans grosse production et sans guest vendeur dans le seul but de répandre la connaissance. En 2002 sort Spiritual Minded de KRS-One (ndlr : titre auto dérisoire reprenant le nom du premier album de Boogie Down) et The Temple of Hip Hop sur Koch (label avec qui il a conclu un contrat tout à fait particulier incluant une clause de conscience et une clause culturelle visant à véhiculer l'esprit du hip-hop si cher à KRS-One). KRS-One, marqué par les évènements du 11 septembre 2001, montre ses influences gospel, et donc religieuses, avec des titres tels que Lord Live Within My Hearth ou Come to the Temple.
Ses derniers albums, The Mix Tape (2002), sa version longue Prophet vs. Profit (2002), Kristyles (2003) et Keep Right (2004) continuent dans le même style autant sur le plan des thèmes et des textes que musicalement. Sans concession, ils n'ont rencontré qu'un succès limité. KRS-One déclare lui-même « Je préfère vendre une centaine d'albums à des gens qui savent ce qu'ils achètent plus qu'à un million qui ne le savent pas. »
Il participe en 2005 en featuring avec Rockin' Squat d'Assassin sur le morceau Our Philosophy sur l'album Politikement incorrect de Monsieur R[réf. nécessaire]. En juin 2006, il publie l'album Life, signé chez le label Antagonist. Cet album est une sorte de retour aux sources, dans lequel KRS est énergique mais sur des productions épurées avec des featurings des membres du groupe FootSoldiers. Le 6 juillet 2007, le beau-fils de KRS-One est retrouvé mort dans son appartement à Atlanta, en Géorgie. Il se serait vraisemblablement suicidé d'une balle dans la tête selon les experts médicaux,.
Au début de 2008, il signe un contrat avec Duck Down Records pour un album commun avec Buckshot qui sort cette année-là. Le 19 février 2008 sort un nouvel album intitulé Maximum Strength qui contient des inédits de KRS-One entre 1999 et 2007,. En septembre 2008, KRS-One collabore une nouvelle fois avec Rockin' Squat d'Assassin sur le titre Key of Life sortie sur l'album Confessions d'un enfant du siècle vol.1.

## Discographie

### Albums studio
- 1993 : Return of the Boom Bap
- 1995 : KRS-One
- 1997 : I Got Next
- 2001 : The Sneak Attack
- 2002 : Spiritual Minded
- 2003 : Kristyles
- 2004 : Keep Right
- 2006 : Life[28]
- 2008 : Adventures in Emceein
- 2008 : Maximum Strength
- 2012 : The BDP Album
- 2015 : Now Hear This
- 2017 : The World Is Mind
- 2019 : Street Light (First Edition)
- 2020 : Between Da Protests
- 2022 : I M A M C R U 1 2

### EP
- 2013 : Never Forget

### Compilations
- 1996 : The Battle for Rap Supremacy: KRS-One Vs. MC Shan
- 2000 : A Retrospective
- 2003 : D.I.G.I.T.A.L.
- 2003 : Best of Rapture's Delight
- 2010 : Playlist: The Very Best of KRS-One

### Collaborations
- 1995 : New-York Paris Dakar (avec Positive Black Soul)
- 2007 : Hip Hop Lives (avec Marley Marl)[29]
- 2009 : Survival Skills (avec Buckshot)
- 2010 : The Just-Ice and KRS-One EP, Vol. 1 (avec Just-Ice)
- 2010 : Meta-Historical (avec True Master)
- 2011 : Godsville (avec Show)

### Divers
- 2001 : Strickly for da Breakdancers & Emceez
- 2002 : The Mix Tape / Prophets Vs. Profits
- 2010 : Back to the L.A.B. (Lyrical Ass Beating)

### Albums collaboratifs
- 1987 : Criminal Minded (avec Boogie Down Productions)
- 1988 : By All Means Necessary (avec Boogie Down Productions)
- 1989 : Ghetto Music: The Blueprint of Hip Hop (avec Boogie Down Productions)
- 1990 : Edutainment (avec Boogie Down Productions)
- 1991 : Live Hardcore Worldwide (avec Boogie Down Productions)
- 1992 : Sex and Violence (avec Boogie Down Productions)

## Ouvrages
- 1994 : Break the Chain KRS-ONE
- 1996 : The Science of Rap (épuisé[30])
- 2003 : Ruminations (Welcome Rain Publishers, 25 juillet 2003, épuisé[31])
- 2009 : The Gospel of Hip Hop: The First Instrument[32]
- 2019 : An Introduction To Hip Hop (autoproduit[33])

## Filmographie
- 1993 : Who's the Man? de Ted Demme : Rashid
- Luke Cage saison 2 : propre rôle